# Jorge Cardozo
Jorge Cardozo (ur. 26 sierpnia 1978) – wenezuelski zapaśnik w stylu klasycznym. Pięciokrotny uczestnik mistrzostw świata, szesnasty w  2011. Srebrny medalista igrzysk panamerykańskich w 2007 i 2011. Ośmiokrotny medalista mistrzostw panamerykańskich, złoto w 2001. Triumfator Igrzysk Ameryki Środkowej i Karaibów w 2002 i 2010. Mistrz igrzysk Ameryki Południowej w 2002 i 2006. Złoty medal na igrzyskach boliwaryjskich w 1997 i 2009 roku.